# Cechenena scotti
Cechenena scotti är en fjärilsart som beskrevs av Rothschild 1920. Cechenena scotti ingår i släktet Cechenena och familjen svärmare. Inga underarter finns listade i Catalogue of Life.